# Andrea Cedrón
Andrea del Rosario Cedrón Rodríguez (Trujillo, Perú, 24 de diciembre de 1993) es una nadadora profesional peruana que fue la única representante del Perú en los Juegos Olímpicos de Londres 2012; asimismo, también ha representado a su país, en los Juegos Olímpicos de Río de Janeiro 2016 y en el Campeonato Mundial de Natación en Piscina Corta de 2016 siendo esta la novena vez que representa al Perú en torneos de este nivel.

## Biografía
Andrea, es hija de Carlos Cedrón Medina y Jessenia Rodríguez Lescano; tiene una hermana llamada Gianella. Estudió en la “Institución Educativa Particular Inmaculada Virgen de La Puerta”.
Inició sus prácticas de natación a los 10 años de edad, ingresando a la Academia de Natación del Golf y Country Club de Trujillo en el año 2002, a partir de allí entrena bajo la dirección de Aldo Murakami Calatayud.
En el Perú es conocida como “la sirena peruana”.
Según ella misma refiere, su rutina consta de cinco horas de entrenamiento diario, empieza a las 5:00 a. m. hasta las 7:00 a. m., por la tarde desde las 5:00 p. m. hasta casi las 8:00 p. m., compartidas entre el gimnasio y la piscina.
Cedrón, ha representado al Perú a nivel mundial, compitiendo en los Juegos Olímpicos de Londres 2012 en la prueba de 400 metros estilo libre, categoría mujeres; calificando en el 33.er puesto.
A nivel continental, ha competido en los XVII Juegos Bolivarianos, realizados en Trujillo, en 2013, obteniendo un total de seis medallas, tres de oro y tres de bronce.
Andrea, ostenta también, el récord nacional de "2:03,38" en la prueba de los 200 metros libres, que le permitió clasificar para los Juegos Panamericanos de 2015, donde ocupó el 7° puesto.